# Jo Palma
Jo Palma é um arquitecto luso-canadiano e fundador da PALMA.

## Início de vida
Jo Palma nasceu em Portugal e serviu na Marinha Portuguesa. Formou-se com um diploma de bacharel pelo Victoria College e um mestrado em arquitectura pela Universidade de Toronto.

## Carreira
Jo Palma trabalhou como arquitecto para o escritório Skidmore, Owings & Merrill. Em 2015, Palma entrou para o escritório de arquitectura Perkins+Will, onde serviu como Director Regional de Design, EMEA, trabalhando no seu escritório em Londres. Mais tarde, ele fundou o escritório de arquitectura PALMA.
Palma ambém ajudou a produzir planos directores para cidades como Antália, na Turquia.